# 進藤氏 (近衛家諸大夫)
進藤氏（しんどうし）は、近衛家の諸大夫を務めた氏族。

## 概要
『地下家伝』では藤原秀郷5世孫の修理少進・進藤為輔が祖とされる。一次史料では『稙通公記』の享禄年間の記事に「西山科進藤入道軒号竹葉軒」という人物が見える。寛政年間以降は山科の岩屋神社の神主を務めた一族もいる。赤穂藩主浅野長政に仕えた進藤俊式やワキ方の進藤忠次も同族とされる。